# 中间金毛裸蕨
中间金毛裸蕨（学名：Gymnopteris marantae var. intermedia）为裸子蕨科金毛裸蕨属下的一个变种。